# Mi faccia causa
Pour plus de détails, voir Fiche technique et Distribution.
Mi faccia causa est une comédie judiciaire italienne à sketches réalisée par Steno et sortie en 1985.

## Synopsis
Premier épisode
Dans le premier épisode, un magistrat, bien qu'intimidé par la réputation de mafioso des Corleone de l'accusé Rosario Mancuso, le condamne pour blessures involontaires lors d'un accident de voiture à Rome. Après la sentence, il est abordé par le condamné dans un bar. Il croit d'abord que ce dernier est sur le point de l'abattre et s'enfuit, escortant ensuite sa femme et sa belle-mère jusqu'au palais de justice. Le mafioso voulait simplement le remercier, car la condamnation lui a donné l'alibi qu'il voulait, pour éviter une condamnation pour meurtre dans un autre procès, et lui a donné une grosse somme d'argent. Il s'est ensuite repenti, affirmant que pour lui, le mot « lupara » ne désigne rien d'autre qu'une petite ville du nord de l'Italie.
Deuxième épisode
Dans le deuxième épisode, nous assistons au conflit entre le chanteur de rock Artemio Chiccaccia, en procès avec tout son groupe, et le musicien napolitain Leonardo De Leonardis. Ce dernier l'accuse de plagiat, mais il s'avère que le morceau de musique en question est lui-même un plagiat de O sole mio. Toute la cour participe à la musique, se joignant au musicien pour chanter et danser. Le maestro De Leonardis revient alors à la charge, affirmant qu'il a écrit l'hymne mamelouk et qu'il veut se faire rembourser les droits d'auteur.
Troisième épisode
Dans le troisième épisode, une employée du bureau des impôts, Rosanna Bianchini, accuse la journaliste Luisa Pelliccione de se prostituer pendant les heures de bureau. Bianchini l'admet candidement, tout en affirmant qu'elle exerce cette activité sans que cela nuise à ses fonctions. Le magistrat compatit mais rejette la plainte, car il n'y a pas lieu de porter plainte pour diffamation. A la fin de l'audience, il tente cependant de consoler Rosanna qui, dans le scandale, a perdu à la fois son emploi au ministère et l'appartement où elle se prostituait. Le magistrat lui remet l'argent que Mancuso lui avait donné et avec lequel Rosanna gagnera quatre concours municipaux.
Quatrième épisode
Dans le quatrième épisode, Luigi Marchetti, dit « Mani d'oro », est un voleur pris en flagrant délit. Reconnu coupable, il raconte qu'il avait décidé de cambrioler une villa que l'on croyait vide. Au lieu de cela, il y trouve le petit fils des propriétaires. Heureux d'avoir de la compagnie, l'enfant s'amuse à regarder le voleur à l'œuvre et ouvre même le coffre-fort pour lui. Luigi, piqué dans son orgueil professionnel de voleur, remet tout en place, notamment pour éviter que l'enfant n'ait des ennuis avec ses parents. En sortant, il est découvert par les domestiques et arrêté. Condamné à trois mois de prison, il fonde l'Union des voleurs professionnels, obtenant ainsi une pension de syndicaliste somptueuse.
Cinquième épisode
Dans le cinquième épisode, Rebecchino De Profundis, un horloger à la réputation de bouffon, dénonce un voisin qui l'a traité publiquement de bouffon. Le plaignant s'avère être réellement capable de créer des catastrophes, semant le trouble dans la salle d'audience avec des courants d'air et des pannes d'électricité chaque fois qu'il semble être contredit. Effrayé, le magistrat accède à sa demande (d'une manière qui ressemble presque à un exorcisme) et condamne ainsi le plaignant pour diffamation, avec des dommages et intérêts de 200 000 lires. Quelque temps plus tard, De Profundis est à nouveau poursuivi en justice parce que l'immeuble où il vivait s'est effondré et que l'administrateur pense qu'il y est pour quelque chose.
Sixième épisode
Dans le sixième épisode, un chirurgien plastique, grand supporter de l'Inter Milan, a dénoncé deux supporters de l'AS Rome, l'électricien Oreste et le prince Valfredo Orselli di Querciarola, pour actes obscènes, insultes et turpitudes. Les deux, présents comme lui au Stade olympique de Rome pour un match entre leurs équipes respectives, lui avaient uriné dessus par mépris. L'audience, cependant, s'est terminée en tohu-bohu, lorsque toutes les personnes présentes ont fait l'éloge de leurs équipes respectives, au lieu de conclure le procès.
Septième épisode
Dans le septième épisode, un homme efféminé nommé Umberto Recchia poursuit un monsieur qui l'a traité de « pédé » lors d'une dispute au bureau de poste. Le plaignant, aidé par le témoignage d'un employé et d'un avocat dont les gestes et la façon de parler sont très similaires, gagne le procès et reçoit des dommages-intérêts.
Huitième épisode
Dans le huitième épisode, Hannibal Saraceni, un boxeur sans grande valeur, est chassé par son imprésario après avoir perdu son premier combat. Il réussit cependant à défendre avec ses poings un petit chien qui était sur le point d'être torturé par trois bons à rien. Le chien n'est plus désiré, même par ses anciens propriétaires, et il est recueilli par Hannibal. Il s'avère cependant être un voleur, qui aide Hannibal à voler de la nourriture pour eux deux. Grâce au chien, Hannibal rencontre également une fille, Zizì. En essayant d'utiliser le chien pour voler une bague qu'il aimerait lui offrir, Hannibal est arrêté. Cependant, n'étant pas le propriétaire légal de l'animal, il est acquitté. Le chien est alors envoyé à la fourrière, où il risque d'être abattu. Pour le sauver, Hannibal change d'histoire et s'accuse du vol, ce qui lui vaut d'être emprisonné. Après avoir purgé sa peine, Hannibal sort en beauté en entrant en politique comme député, car il semble que Rocky soit devenu un ami proche de Marco Pannella.
Neuvième épisode
Dans le neuvième épisode, le protagoniste est le magistrat Giovanni Pennisi lui-même. Alors qu'il est au lit avec sa femme, dégoûté par la malhonnêteté de ses concitoyens, il est réveillé par une lumière à la fenêtre. Après avoir d'abord craint l'arrivée d'extraterrestres, il découvre qu'il s'agit de son voisin, qui a décidé d'imiter la malhonnêteté du magistrat et d'agrandir illégalement sa maison. En proie à une crise de conscience, le magistrat se dénonce et paie les conséquences de sa faute.

## Fiche technique
- Titre original italien : Mi faccia causa[1]
- Réalisation : Steno
- Scénario : Steno, Enrico Vanzina
- Photographie : Fausto Zuccoli
- Montage : Raimondo Crociani
- Musique : Manuel De Sica
- Production : Fulvio Lucisano
- Société de production : Italian International Film
- Pays de production : Italie
- Langue originale : italien
- Format : couleurs par Telecolor - 1,85:1 - 35 mm
- Genre : comédie judiciaire
- Durée : 101 minutes (version cinéma) ; 210 minutes (version télévisée)
- Dates de sortie : 
  - Italie : 17 janvier 1985

## Distribution
- Christian De Sica : Giovanni Pennisi
- Gigi Proietti : Luigi Marchetti
- Stefania Sandrelli : Rosanna Bianchini
- Franco Fabrizi : chirurgien Inter
- Giorgio Bracardi : Leonardo De Leonardi
- Luca Sportelli : Bruno Gargiulo Bruno Gargiulo
- Gigi Reder : avocat des deux joueurs de la Roma
- Antonio Francioni : avocat Tambrone
- Clara Colosimo : épouse de Gargiulo
- Franco Javarone : Rosario Mancuso
- Marisa Laurito : Francesca Pennisi
- Enrico Montesano : Hannibal Saraceni dit « Rocky III »
- Angelo Maggi : Valfredo Orselli di Querciarola
- Gianni Baghino : supporter de la Lazio
- Annabella Schiavone : belle-mère de Giovanni
- Jimmy il Fenomeno : supporter de Foggia
- Max Turilli : Ermete Luparelli
- Fabrizio Bracconeri : Oreste
- Ennio Antonelli : père d'Oreste
- Franco Caracciolo : Umberto Recchia
- Deddi Savagnone : La mère d'Oreste
- Martufello : Gaetano De Cesaris
- Alvaro Gradella : le chef de bureau de Rosanna Bianchini
- Valentino Simeoni : Giacinto, voisin de Rebecchino De Profundis
- Alessandro Bellacanzone : l'enfant Andrea "Pat"